# Cao (État)
Pour les articles homonymes, voir Cao.
XIe siècle av. J.-C. – 487 av. J.-C.
Entités précédentes :
- inconnu

Entités suivantes :
- État de Song

L'État de Cao (chinois simplifié : 曹国 ; chinois traditionnel : 曹國 ; pinyin : Cáoguó ) est un État chinois vassal des rois de la dynastie Zhou (1046 - 221 av. J.-C.). Cet État est fondé au XIe siècle av. J.-C. par Cao Shu Zhenduo (曹叔振 鐸 ; ???? - 1053 av. J.-C.), fils du roi Wen de Zhou et frère cadet du roi Wu de Zhou. Avec sa capitale situé à Taoqiu (陶 丘), l'État de Cao couvre à peu près la zone correspondant à l'actuel Xian de Dingtao, dans la province du Shandong. Il est situé dans la plaine de Chine du Nord à environ 80 km à l'est du point où le cours actuel du fleuve Jaune change et arrête de couler vers l'est pour couler vers le nord-est. Au nord-ouest se trouve l'État de Wei, au nord-est celui de Lu et au sud-est celui de Song.

## Histoire
En raison de la faiblesse relative du Cao, les histoires et annales écrites par les érudits des générations ultérieures contiennent peu d'éléments concernant les événements liés à l'histoire de cet État. Pour la période de la dynastie des Zhou occidentaux (1046 - 770 av. J.-C.), le seul événement majeur concernant Cao qui soit reporté dans le Shiji de Sima Qian a eu lieu en 826 av. J.-C., lorsque le comte You de Cao est tué par son jeune frère le comte Dai de Cao.
Au début de la dynastie des Zhou orientaux (770 av. J.-C.), l'État de Cao subi des bouleversements internes. En 760 av. J.-C., le duc Mu de Cao tue son frère aîné le comte Fei de Cao et s'autoproclame onzième souverain du Cao. Il est le premier souverain de l'État de Cao à recevoir le titre de « duc » (公).
Pendant la Période des Printemps et Automnes, l'État de Cao se retrouve pris dans la lutte pour l'hégémonie qui oppose les États de Jin et de Chu. En 637 av. J.-C. Chong'er, le fils du duc Xian de Jin doit faire face à des problèmes lors de son passage dans l'État de Cáo et est traité de manière brutale par le duc Gong de Cao.
Vers 630, le Cao est un vassal ou un allié de l'état de Chu. Lorsque le Chu attaque l'État de Song, l'État de Jin lance une attaque de diversion contre le Cao. Après sa victoire contre le Chu lors de la bataille de Chengpu en 632 av. J.-C., le Jin écrase l'État de Cao, sauve l'État de Song et fait prisonnier le duc Gong de Cao. Après la défaite de l'État de Chu, le Cao devient une sorte de vassal du Jin.
Bien des décennies plus tard, la tension monte entre les États de Cao et de Song. C'est ainsi que le duc Jing de Song capture le duc Dao de Cao en 515 av. J.-C. et le retient prisonnier jusqu'à sa mort. Par la suite, des troubles éclatent à Cao et les successeurs du Duc Dao, à savoir le Duc Sheng de Cao et le Duc Yin de Cao, sont tués l'un après l'autre. À la suite de ces deux meurtre, c'est le Duc Fei de Cao qui devient le nouveau souverain du duché. Il trahit l'État de Jin en envahissant l'État de Song. Le duc Jing de Song réagit en attaquant Cao et comme aucune troupe de l'État de Jin ne vient aider le duc Fei, ce dernier est vaincu et capturé en 487 av. J.-C. Cette date marque la chute et la disparition de l'État de Cao.

## Héritage
Les descendants du peuple de Cao ont adopté le nom de leur ancien État. C'est une des origines du nom de famille chinois Cao .

## Souverains de Cao
| Nom occidentalisé          | Nom du règne                         | Nom personnel             | Règne               |
| -------------------------- | ------------------------------------ | ------------------------- | ------------------- |
| Cao Shu Zhenduo (zh)       | 曹叔振 鐸 (Cáo Shū Zhènduó)          | 振 鐸 / 振 铎 (Zhènduó)   | ? –1053 BC          |
| Comte Tai de Cao (zh)      | 曹太伯 (Cáo Tài Bó)                  | 脾 (Pí)                   | 1053–1002 av. J.-C. |
| Seigneur Zhong de Cao (zh) | 曹仲君 (Cáo Zhòng Jūn)               | 平 (Píng)                 | 1002–935 av. J.-C.  |
| Comte Gong de Cao (zh)     | 曹 宮 伯 (Cáo Gōng Bó)               | 侯 (Hóu)                  | 935–895 av. J.-C.   |
| Comte Xiao de Cao (zh)     | 曹孝伯 (Cáo Xiào Bó)                 | 云 (Yún)                  | 895–865 av. J.-C.   |
| Comte Yi de Cao (zh)       | 曹 夷伯 (Cáo Yí Bó)                  | 喜 (Xǐ)                   | 864–835 av. J.-C.   |
| Comte You de Cao (en)      | 曹 幽 伯 (Cáo Yōu Bó)                | 疆 (Jiāng)                | 835–826 av. J.-C.   |
| Comte Dai de Cao (zh)      | 曹 戴伯 (Cáo Dài Bó)                 | 蘇 / 苏 (Sū)              | 826–796 av. J.-C.   |
| Comte Hui de Cao (zh)      | 曹惠伯 (Cáo Huì Bó)                  | 兕 (Sì)                   | 794–760 BC          |
| Comte Fei de Cao (zh)      | 曹 廢 伯 (Cáo Fèi Bó)                | 石 甫 (Shífǔ)             | 760–760 av. J.-C.   |
| Duc Mu de Cao (en)         | 曹 穆公 (Cáo Mù Gōng)                | 武 (Wǔ)                   | 759– 757 av. J.-C.  |
| Duc Huan de Cao (zh)       | 曹 桓公 (Cáo Huán Gōng)              | 終生 / 终生 (Zhōng Shēng) | 756–702 av. J.-C.   |
| Duc Zhuang de Cao (zh)     | 曹莊 公 / 曹庄 公 (Cáo Zhuāng Gōng)  | 射 姑 (Shègū)             | 701–671 av. J.-C.   |
| Duc Li de Cao (zh)         | 曹 釐 公 / 曹 厘 公 (Cáo Lǐ Gōng)    | 夷 (Yí)                   | 670–662 av. J.-C.   |
| Duc Zhao de Cao (zh)       | 曹昭公 (Cáo Zhāo Gōng)               | 班 (Bān)                  | 661–653 av. J.-C.   |
| Duc Gong de Cao (en)       | 曹 共 公 (Cáo Gòng Gōng)             | 襄 (Xiāng)                | 652–618 av. J.-C.   |
| Duc Wen de Cao (zh)        | 曹文公 (Cáo Wén Gōng)                | 壽 / 寿 (Shòu)            | 617–595 av. J.-C.   |
| Duc Xuan de Cao (zh)       | 曹宣公 (Cáo Xuān Gōng)               | 彊 (Qiáng)                | 594–578 av. J.-C.   |
| Duc Cheng de Cao (zh)      | 曹成公 (Cáo Chéng Gōng)              | 負 芻 / 负 刍 (Fùchú)     | 577–555 av. J.-C.   |
| Duc Wu de Cao (zh)         | 曹武公 (Cáo Wǔ Gōng)                 | 勝 / 胜 (Shèng)           | 554–528 av. J.-C.   |
| Duc Ping de Cao (en)       | 曹平公 (Cáo Píng Gōng)               | 須 / 须 (Xū)              | 527–524 av.         |
| Duc Dao de Cao (en)        | 曹 悼公 (Cáo Dào Gōng)               | 午 (Wǔ)                   | 523–515 av. J.-C.   |
| Duc Sheng de Cao (zh)      | 曹 聲 公 / 曹 声 公 (Cáo Shēng Gōng) | 野 (Yě)                   | 514–510 av. J.-C.   |
| Duc Yin de Cao (zh)        | 曹 隱 公 / 曹 隐 公 (Cáo Yǐn Gōng)   | 通 (Tōng)                 | 509–506 av. J.-C.   |
| Duc Jing de Cao (zh)       | 曹靖公 (Cáo Jìng Gōng)               | 露 (Lù)                   | 505–502 av. J.-C.   |
| Cao Boyang (zh)            | 曹伯陽 (Cáo Bóyáng                   | 伯陽 / 伯阳 (Bóyáng)      | 501–487 av. J.-C.   |